# تاخعت
| t&A | N28 · t | B7 |

| t&A | N28 · t | B7 |

تاخعت (به انگلیسی: Takhat) زنی در مصر باستان و مادر فرعون رامسس نهم در دودمان بیستم مصر بود.
به احتمال زیاد او همسر منتوحرخپشف پسر رامسس سوم بوده است.
حجره‌ای در مقبرهٔ کی‌وی۱۰ آمنمسس در دره پادشاهان احتمالاً برای او تعیین و تزئین شده است. بخش‌هایی از یک مومیایی که تصور می‌شد مال او باشد نیز پیدا شده است.